# Mitostoma fabianae
Espèce
Mitostoma fabianae est une espèce d'opilions dyspnois de la famille des Nemastomatidae.

## Distribution
Cette espèce est endémique de Toscane en Italie. Elle se rencontre sur l'île d'Elbe.

## Description
Les mâles mesurent de 1,1 à 1,5 mm et les femelles de 1,9 à 2,4 mm.

## Systématique et taxinomie
Cette espèce a été décrite par Tedeschi et Sciaky en 1997.

## Étymologie
Cette espèce est nommée en l'honneur de Fabiana Polese.

## Publication originale
- Tedeschi & Sciaky, 1997 : « Towards a revision of the Italian Mitostoma. 1: Subdivision in groups and description of new species (Arachnida, Opiliones, Nemastomatidae). » Revue suisse de Zoologie, vol. 104, no 3, p. 503–616.